# Isuzu BU
Die Isuzu BU-Serie ist eine Serie  großer Überland-/Linienbusse von Isuzu, die zwischen 1962 und 1980 produziert wurde.

## Die erste Generation (1963–1972)
- Im Februar 1963 begann der Verkauf als Reisebus BU20 mit dem DH100H-(190 PS)-Motor mit hochübersetztem größtem Gang, Druckluftbremse, Retarder eingebaut mit horizontalem hinterem Unterflurmotor. Der Radstand betrug 5,50 Meter, als BU10 5 Meter.

Mit Luftfederung und (230 PS) als P-End-Modell mit Turbolader. Vier Scheinwerfer sind Standard.
- 1965 wurden die Regenrinnen angepasst nach Baunormen von Flugzeugen und der BU 15 mit einem Radstand von 5,2 m eingeführt.
- Im Jahr 1966 wurde der Bus mit dem Radstand 4,8 m zum BU05.
- 1967 brachte das Streben nach wirtschaftlicher Effizienz Direkteinspritzung mit dem E110H-Motor (215 PS), außerdem den D920H-Motor (175 PS, 9203 cm³) und eine Leistungssteigerung auf 195 PS beim DH100H-Motor.

Der Direkteinspritzungsmotor D920H wurde zum beliebtesten Motor in den Standardbus-Varianten.
- Ab 1970 stieg die Leistung des P-End-Modells auf (250 PS) mit dem E120H-Motor mit Direkteinspritzung.

## Die zweite Generation (1972–1980)
- Im Jahr 1972 gab es Änderungen zur Verbesserung der Achslast, Radstand und Länge mit vorderem Überhang blieben unverändert, darüber hinaus erhöhte sich die Motorleistung auf 260 PS beim E120H. BU35 wird hinzugefügt mit 6 m Radstand.
- 1973 wurde der Vorderbau nach vorne geneigt.

- 1980 Produktionsende und Start des Nachfolgers Isuzu C.